# Пергола

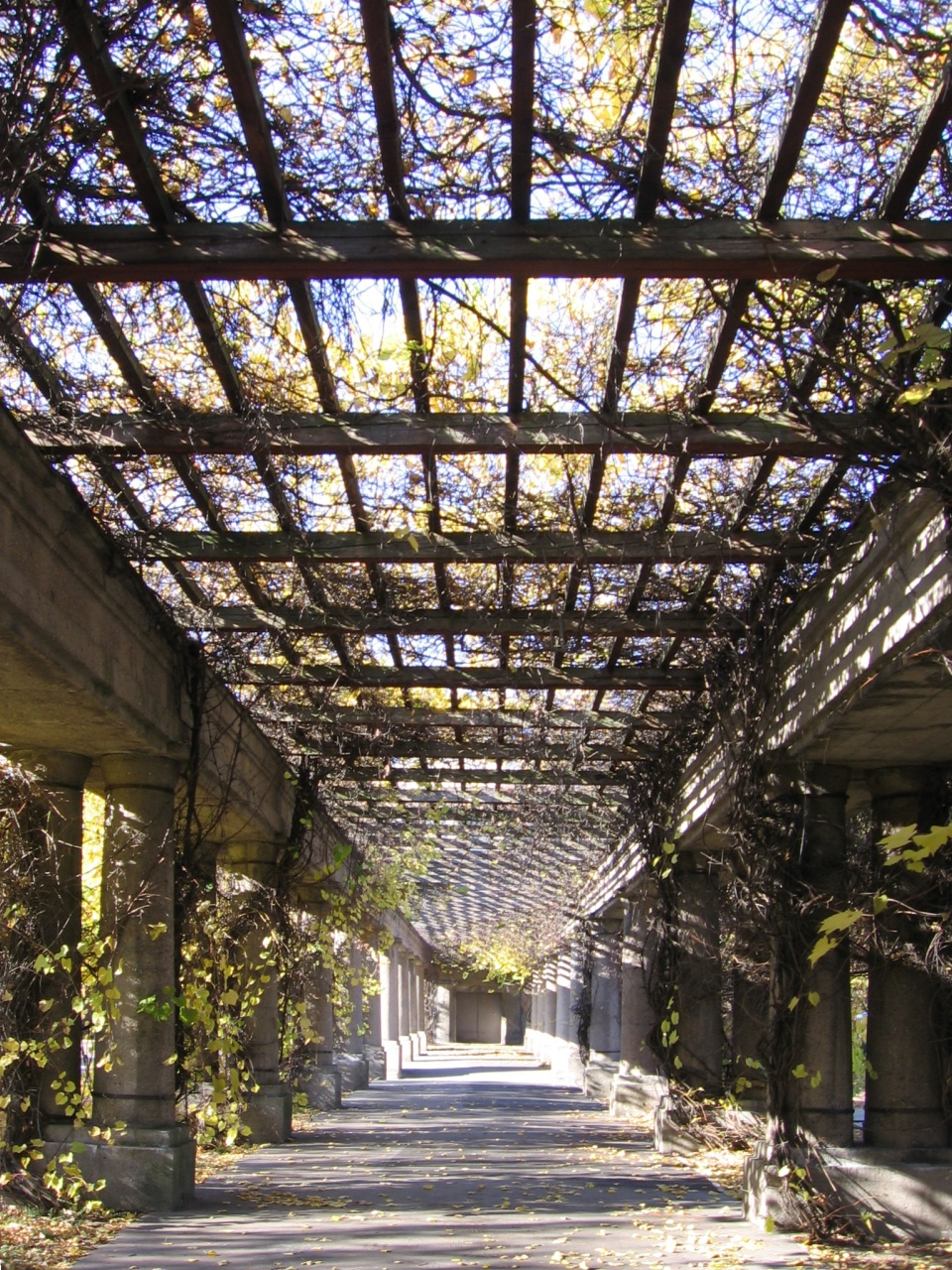
Пергола в парке Вроцлава

Пе́ргола (итал. pergola от лат. pergula — навес, пристройка) — в садово-парковом искусстве — навес первоначально из вьющихся растений для защиты прохода или террасы от палящего солнца. Опора перголы состоит из повторяющихся секций, соединённых между собой поперечными брусьями. Пергола может быть как отдельно стоящим сооружением, так и частью здания. В отличие от берсо перголами правильно называть не сводчатые сооружения, а галереи с горизонтальным перекрытием.
Изначально перголами называли любые пристройки к основному зданию с навесом на столбах. Иногда — мастерскую, ателье ремесленника или художника. В Средние века и эпоху итальянского Возрождения перголой именовали любую конструкцию для поддержки виноградных лоз. Некоторые делались из упругих ивовых прутьев, которые переплетали и соединяли в верхней части, создавая таким образом ряд живых арок. И только в XVII—XVIII веках во Франции пергола — прогулочная галерея дворцово-паркового ансамбля. Боковые стенки пергол обычно образует трельяж (решётчатая конструкция из деревянных реек), перекрытие — горизонтальные брусья. В живописи и графике перголами обобщённо называют любые изображения похожих конструкций: ниш, арок, галерей с вьющейся зеленью. Такие изображения сохранились в росписях древних Помпей и в домах римских патрициев.
Пергола может соединять павильоны, двери здания и садовые сооружения (террасы или бассейны). Примеры воссозданных пергол XVIII—XIX веков в России: пергола у Китайского дворца в Верхнем парке Ораниенбаума (г. Ломоносов), пергола Ольгина павильона Колонистского парка в Верхнем Петергофе.
Российским аналогом пергол являются «огибные дороги», имевшие широкое распространение в русских садах XVIII века. Эти дороги представляют собой ту же перголу, но озеленённую не вьющимися растениями, а привязанными к каркасу ветвями посаженных по её сторонам деревьев или кустарников.
Архитектура пергол варьируется от простых деревянных конструкций до сооружений из мраморных колонн XIX века и современных пергол из железобетона. Одним из красивейших элементов перголы является свето-теневой рисунок, возникающий внутри.